# 앙헬 곤살레스 카스타뇨스
앙헬 곤살레스 카스타뇨스(스페인어: Ángel González Castaños, 1958년 12월 3일, 카스티야 이 레온 주 시우다드 로드리고 ~)는 스페인의 전직 축구 선수로, 현역 시절 좌측 미드필더로 활약했다.

## 클럽 경력
살라망카 도 시우다드 로드리고 출신인 곤살레스는 에스파뇰에서 축구를 시작해 1978년 4월 5일에 1-3으로 패한 아틀레티코 마드리드와의 안방 경기에서 64분에 교체로 출전하여 라 리가 신고식을 치렀다. 그는 이 경기를 비롯해 그 시즌에 3경기 출전했다. 이듬해, 그는 세군다 디비시온에 속한 이웃 사바델로 임대되었고, 같은 장소에서 군복무를 했다.
1부 리그에서, 곤살레스는 살라망카와 로그로녜스에서도 활약했는데, 7년동안 도합하여 151번의 경기에 출전해 10골을 기록했다. 그는 2부 리그에서 267경기 출전 48골의 족적을 남겼는데, 1993년까지 또다른 카탈루냐 연고 구단인 팔라모스와 피게레스에서 각각 2년씩 더 활약하고 34세의 나이로 현역에서 은퇴했다.

## 국가대표팀 경력
곤살레스는 1980년 하계 올림픽에서 스페인 선수단 일원으로 대회 보이콧에 따라 오륜기를 대표로 출전했다. 그러나, 고향 동네에 출신 선수의 올림픽 기념판에 그는 잊혀저 명단에 이름을 올리지 못했다.